# Sumatra PDF
Sumatra PDF — свободная программа, предназначенная для просмотра и печати документов в форматах PDF, DjVu, FB2, ePub, MOBI, CHM, XPS, CBR/CBZ, для платформы Windows. Программа разрабатывается на базе движка MuPDF, имеет открытый исходный код и свободно распространяется на условиях лицензии GNU GPL.

## Особенности
Программа имеет простой, минималистичный дизайн — приоритетом для разработчиков является простота использования и удобство просмотра и печати документов. Имеется функция копирования текста.
Программа имеет многоязычный интерфейс на 60 языках.
Программа имеет инсталлятор, но также существует портативная версия, которая запускается с USB-флеш-накопителей без предварительной инсталляции.
Особенности работы с PDF обусловлены возможностями движка MuPDF, на базе которого построена программа.
В отличие от большинства других программ (в том числе Adobe Acrobat Reader), корректно (со сглаживанием) масштабирует чёрно-белые изображения (например, сканированные, но не распознанные книги).
Начиная с версии 0.9.1 поддерживаются гиперссылки, вложенные в PDF документы.
Sumatra не блокирует отображаемый PDF-файл. Это важно, например, при работе с TeX-системами: перекомпиляция исходного текста TeX возможна без закрытия PDF-документа. Также Sumatra поддерживает SyncTeX, двухсторонний метод синхронизации исходных текстов TeX и выходных PDF, полученных с помощью pdfTeX или XeTeX.

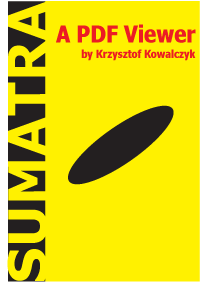
Первоначальный логотип Sumatra PDF, созданный под влиянием Watchmen.

## Разработка
Разработкой программы занимается Кшиштоф Ковальчик (Krzysztof Kowalczyk) и др.
Первой версией Sumatra была версия 0.1, выпущенная 1 июня 2006 и была основана на Xpdf 0.2. Версия 1.0 была выпущена 17 ноября 2009 года после более чем трёх лет разработки.
Sumatra начала разрабатываться во времена Windows XP, на тот момент являвшейся текущей версией Windows. Из-за этого Sumatra имеет некоторые проблемы совместимости с прошлыми версиями Windows, включая Windows 95, 98, ME и 2000.

## Название и рисунок
По словам автора, выбор имени «Sumatra» не связан с островом Суматра или сортом кофе.
Графический дизайн Sumatra сделан под влиянием обложки графической новеллы Watchmen Алана Мура (Alan Moore) и Дэйва Гиббонса (Dave Gibbons).

## Недостатки
При печати, до выхода версии 1.1, создавался большой временный файл, и это приводило к медленной печати на некоторых принтерах.

## Отзывы
Sumatra получил признание за свою скорость и простоту, горячие клавиши, и открытую разработку.